# Burg Schladen

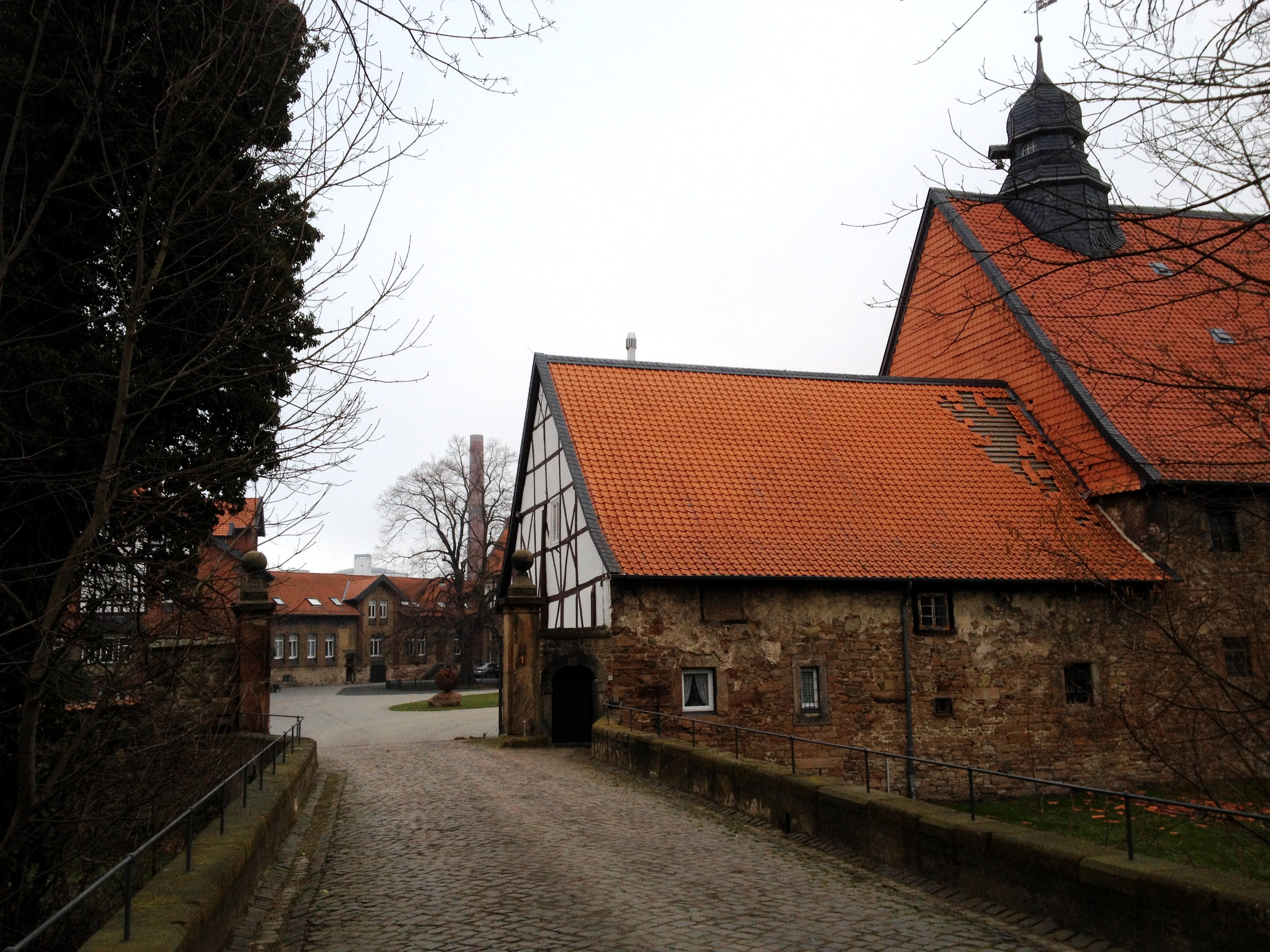
Zugang zum Domänenhof mit Brücke über den Weddebach

Die Burg Schladen war eine mittelalterliche stifthildesheimische Wehrburg in Schladen, Landkreis Wolfenbüttel. Die vielfach umgebaute und umgenutzte Anlage wird heute Domäne Schladen genannt.

## Geschichte

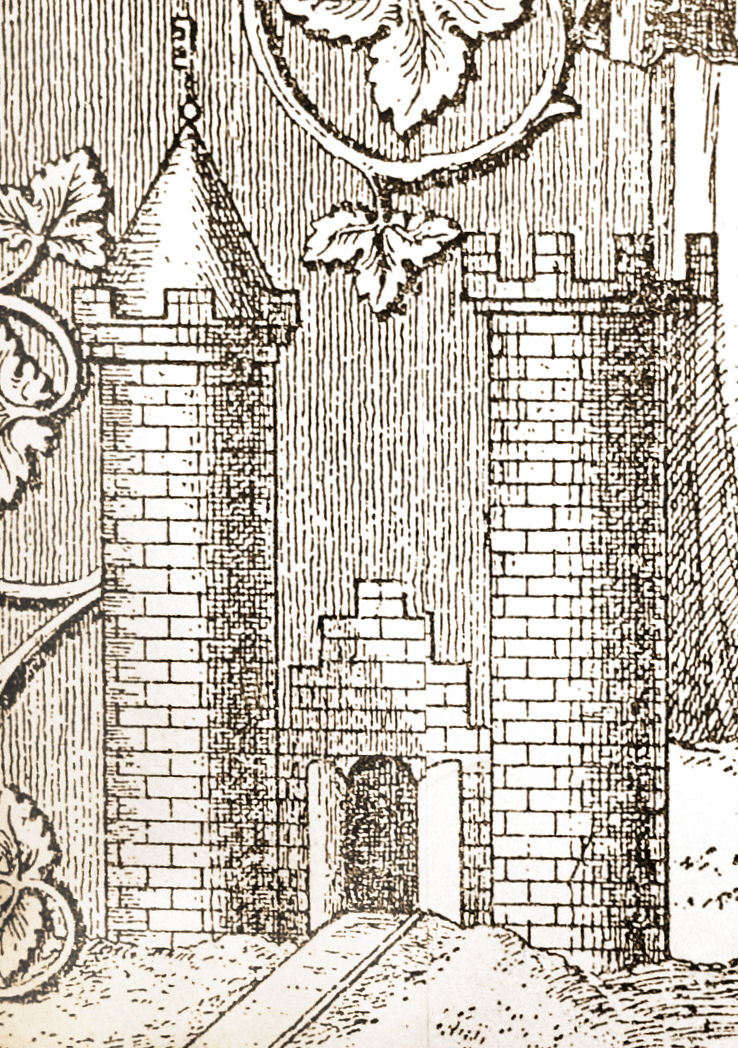
Stilisierte Darstellung der Burg auf der Grabplatte Bischof Heinrichs III. († 1363)

Zur Königspfalz Werla an der mittleren Oker, errichtet nach 900, gehörte ein etwa zwei Kilometer okeraufwärts zwischen Oker und Weddebach gelegener Wirtschaftshof Curtis Werla. Dieses Gut schenkte Kaiser Heinrich IV. 1086 dem Bischof Udo von Hildesheim (reg. 1079–1114). Udo ließ die Curtis an der Ostgrenze seiner Diözese zu einer Burg ausbauen – für die Bewirtschaftung entstanden wohl neue Gebäude auf dem gegenüberliegenden Sellhof – und gab sie unter dem neuen Namen Castrum Scladheim 1110 als Lehen an Eiko von Dorstadt. Dessen Nachkommen nannten sich ab 1175 Grafen von Schladen. Sie waren bestrebt, das Lehen in Erbbesitz umzuwandeln. Im Herlingsberger Krieg 1291/92 standen sie auf Seiten Heinrichs I. von Braunschweig gegen Bischof Siegfried II. Dieser musste die Schladener Burg belagern und erobern. Der Konflikt endete mit einem Vergleich.
1354 verkaufte Albrecht von Schladen, der Letzte der Familie, die Burg mit allen Rechten und Zubehör an Bischof Heinrich III. und das Hochstift Hildesheim. In der Folgezeit wurde sie häufig verpfändet. Während der Großen Fehde zwischen Bischof Berthold II. und dem Domkapitel einerseits und der Stadt Hildesheim und ihren Verbündeten andererseits wurden Burg und Amt Schladen 1485 von Braunschweiger und Goslarer Truppen verwüstet. In der Hildesheimer Stiftsfehde wurde die Burg kampflos von Heinrich II. von Braunschweig-Wolfenbüttel eingenommen und blieb danach mit großen Teilen des Stiftsterritoriums in welfischem Besitz. Im Zuge der Reformationsauseinandersetzungen wurde die Burg 1542 erobert, 1552 niedergebrannt. Aber schon 1563 wohnte Herzog Julius längere Zeit in den wiederhergestellten Gebäuden.
Im Dreißigjährigen Krieg eroberte Wallenstein am 8. Januar 1626 die Burg Schladen und nahm darin Quartier. Am 11. Januar hatte er dort eine Besprechung mit Tilly. Im Juli 1626 wurde die Burg von dänischen Truppen erobert. Am 27. Juli hielt Christian IV. von Dänemark dort Einzug. Nach der Schlacht bei Lutter im August 1626 war die Burg wieder in den Händen der Kaiserlichen, bis sie 1631 von schwedischen Truppen erobert wurde.
1643 wurden nach langem Reichsprozess die territorialen Veränderungen infolge der Stiftsfehde rückgängig gemacht, und Schladen kam mit dem größten Teil des 1523 verlorenen Territoriums wieder an das Hochstift Hildesheim. Inzwischen war in diesen Gebieten die lutherische Reformation durchgeführt worden und die mittelalterliche Pfarrkirche des Dorfes Schladen und die Mehrheit der Bevölkerung waren (und blieben) evangelisch. Die Burg wurde als bischöflicher Amtshof mit katholischen Verwaltern besetzt. In den Gebäuden wurde eine katholische Kirche eingerichtet als Mittelpunkt der katholischen Amtspfarrei. Im späten 17. und im 18. Jahrhundert erfolgten weitere Baumaßnahmen.
Mit der Säkularisation der geistlichen Fürstentümer 1802 wurde die Burg Schladen mit dem zugehörigen Acker- und Weideland Staatsdomäne. 1837 beschädigte ein Brand große Teile des Gebäudebestands.

## Gebäude

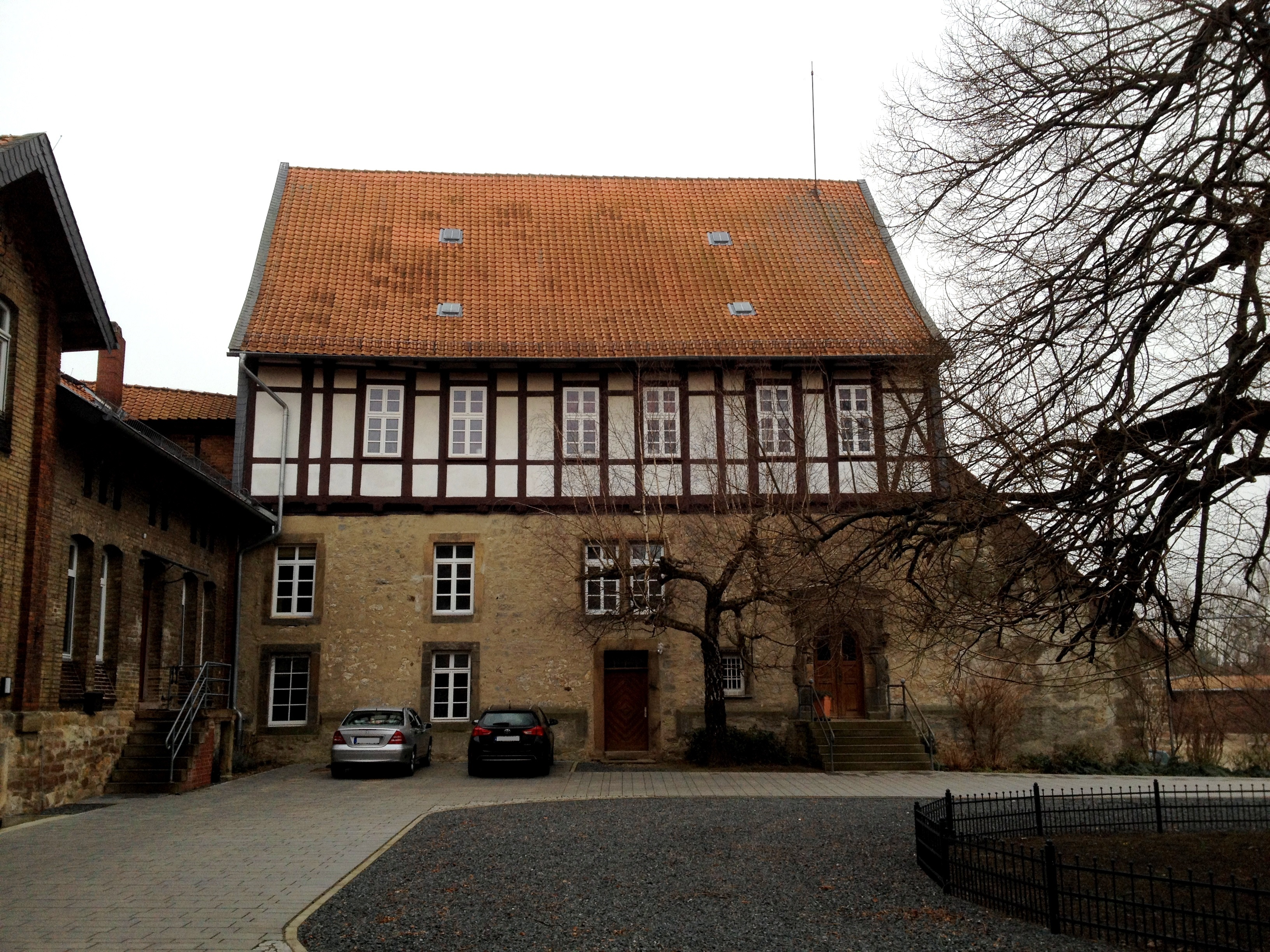
Pächterhaus, ehemalige Kapelle

Die ursprüngliche Burganlage hatte etwa den Umriss eines rechtwinkligen, gleichschenkligen Dreiecks, dessen Basis parallel zum Weddebach verlief und dessen Spitze östlich zur Oker wies. Sie war von Wassergräben umgeben, die heute trocken liegen, aber teilweise noch gut erkennbar sind.
Vom mittelalterlichen Mauerwerk sind in den heutigen Gebäuden nur Reste erhalten. Die Rudimente eines freistehenden Rundturms (Bergfried) wurden 1848 abgetragen. Außer dem hohen und langgestreckten Molkereigebäude aus Bruchstein mit barockem Glocken-Dachreiter, das den größten Teil der Westflanke einnimmt, ist vor allem das Pächterhaus am Ostwinkel bedeutsam; das steinerne Untergeschoss zeigt Renaissanceformen des 17. Jahrhunderts, das Obergeschoss ist Fachwerk.
Im Pächterhaus befand sich bis 1867 die Kapelle der katholischen Amtspfarrei. Sie wurde 1864–1867 durch die neue Kirche auf dem Weinberg ersetzt. Dorthin wurde 1869 auch die barocke Nepomuk-Statue versetzt, die zuvor auf der Torbrücke gestanden hatte.